# 대한민국 제5대 민의원 전반기 의장단 선거
제5대 민의원 전반기 의장단 선거는 1960년 8월 8일 실시되었다.
선거 결과 5선의 곽상훈 민주당 신파 의원이 민의원의장에, 3선의 이영준 민주당 구파 의원과 재선의 서민호 무소속 의원이 민의원부의장에 선출되었다.
민의원의원의 정원은 233명이었으나, 13곳의 지역구에서 개표 사고 등으로 선거 결과가 확정되지 않아 의장단 선거 당일 재적 의원은 220명, 그 중에서도 선거에 참여한 의원은 216명이었다.
의장단 선거를 앞두고 원내의 파벌들 사이에는 의장은 민주당 신파, 부의장 1석은 민주당 구파, 나머지 1석은 무소속 측에서 차지하도록 할 것이 사실상 합의되어 있었다. 이에 따라 의장 선거와 구파 몫 부의장 선거는 각 파벌에서 지명한 후보가 만장일치에 가까운 득표율로 무리 없이 당선되었으나, 무소속 몫 부의장 선거만큼은 두 명의 의원이 출마해 격전이 벌어졌다. 그 결과 구파의 지원을 받은 서민호 의원이 신파의 지원을 받은 이재형 의원을 누르고 당선되었고, 정권을 노리고 있던 신파는 당황을 감추지 못했다.
곽상훈 민의원의장은 중립적인 의정 운영을 다짐하는 의미에서 8월 27일 민주당을 탈당하였다. 50년대 말부터 일부 의원들은 민의원의장의 당적 보유 금지를 주장했으며, 특히 대통령의 당적 보유를 금지한 제2공화국 헌법 공포 후로는 유사 시에 대통령 권한대행을 맡을 수 있는 참의원의장과 민의원의장 역시 당적을 가질 수 없어야 한다는 주장이 힘을 얻고 있었다. 이같은 상황에 따라 이미 국회에서는 민의원의장과 참의원의장의 당적 보유를 금지하는 국회법 개정안이 추진되고 있었으며, 곽상훈 의장은 이에 적극적인 찬성을 표하고 있었다. 그러던 중 민주당 신파와 구파 의원들 간 갈등이 극심해져 8월 26일 민의원의사당에서 신구파 의원들 간 집단 난투극이 벌어지기에 이르자 곽상훈 의장은 정쟁에 휘말리지 않기 위해 국회법이 개정되기도 전에 당적을 이탈한 것이다. 민의원의장과 참의원의장의 당적 보유를 금지하는 국회법 개정안은 9월 19일 통과, 9월 26일 공포되었다.

## 선거 제도
민의원의장 및 민의원부의장 선거에서 당선자는 재적 의원 2/3 이상의 출석과 출석 의원 과반수의 찬성으로 결정하도록 되어있었다. 만약 1차 투표 결과 과반을 득표한 후보가 없을 시 2차 투표를 해야 했으며, 2차 투표에서도 과반을 득표한 후보가 없을 시 상위 득표자 2인에 대하여 결선 투표를 실시해 최다 득표자를 당선자로 하도록 되어 있었다.

## 후보

### 민의원의장 후보

#### 민주당 신파
제4대 민의원의 후반기 의장을 지낸 곽상훈 의원은 신파 소속이면서도 비교적 중도적인 성향을 띠어 신파와 구파 모두로부터 의장 후보로 지지를 받았다. 민주당 구파 간부들은 8월 4일 회합을 갖고 민의원의장 후보로 온건 신파인 곽상훈 의원을 지지하기로 합의하였다. 민주당 신파는 8월 6일 총선 당선자 대회를 열고 신파 중진 의원들로 구성된 13인위원회를 출범시키고 의장단 후보 및 대통령 후보, 국무총리 후보 등에 대한 지명권을 위임하였으며, 13인위원회는 8월 7일 회합을 갖고 곽상훈 의원을 민의원의장 후보로 최종 결정하였다.

### 민의원부의장 후보

#### 민주당 구파
신파의 곽상훈 의원이 민의원의장에 사실상 확정됨에 따라 민주당 몫 민의원부의장은 구파에서 차지하게 되었다. 민주당 구파 의원들은 8월 6일 총선 당선자 대회를 열고 구파 중진 의원들로 구성된 23인위원회를 출범시키고 양원 의장단 후보 및 대통령 후보, 국무총리 후보 등에 대한 지명권을 위임하였으며, 23인위원회는 8월 7일 회합을 갖고 이영준 의원을 민의원부의장 후보로 최종 결정하였다. 당초 구파의 부의장 후보로는 서범석 의원이 유력시되었으나, 신파 13인위원회에서 같은 날 이영준 의원을 선호하는 것을 고려, 수월한 선출을 위해 이영준 의원이 낙착된 것으로 알려졌다.

#### 무소속
민주당은 2명의 부의장직 중 한 명은 민주당에서 내되 다른 한 명은 무소속에 양보한다는 방침을 세웠는데, 구파는 8월 6일 서민호 의원을, 신파는 8월 7일 이재형 의원을 무소속 측 부의장 후보로 지지하기로 각각 결정하였다.

## 선거 결과

### 민의원의장 선거
경기도 인천시 을 지역구의 곽상훈 민주당 의원이 당선되었다.
| 후보     | 소속       | 득표 | %    | 비고 |
| -------- | ---------- | ---- | ---- | ---- |
| 곽상훈   | 민주당     | 203  | 94.0 | 당선 |
| 김도연   | 민주당     | 3    | 1.4  |      |
| 서민호   | 무소속     | 2    | 0.9  |      |
| 서상일   | 사회대중당 | 2    | 0.9  |      |
| 김준연   | 통일당     | 1    | 0.5  |      |
| 정성태   | 민주당     | 1    | 0.5  |      |
| 기권     | 기권       | 1    | 0.5  |      |
| 무효     | 무효       | 3    | 1.4  |      |
| 총투표수 | 총투표수   | 216  | 100  |      |

### 민주당 구파 몫 민의원부의장 선거
서울특별시 동대문구 을 지역구의 이영준 민주당 의원이 당선되었다.
| 후보     | 소속       | 득표 | %    | 비고 |
| -------- | ---------- | ---- | ---- | ---- |
| 이영준   | 민주당     | 189  | 87.5 | 당선 |
| 이재형   | 무소속     | 7    | 3.2  |      |
| 서범석   | 민주당     | 3    | 1.4  |      |
| 서민호   | 무소속     | 3    | 1.4  |      |
| 윤길중   | 사회대중당 | 2    | 0.9  |      |
| 윤보선   | 민주당     | 1    | 0.5  |      |
| 김도연   | 민주당     | 1    | 0.5  |      |
| 장면     | 민주당     | 1    | 0.5  |      |
| 김준연   | 통일당     | 1    | 0.5  |      |
| 박순천   | 민주당     | 1    | 0.5  |      |
| 정준     | 무소속     | 1    | 0.5  |      |
| 김영선   | 민주당     | 1    | 0.5  |      |
| 유성권   | 민주당     | 1    | 0.5  |      |
| 이민우   | 민주당     | 1    | 0.5  |      |
| 박충식   | 무소속     | 1    | 0.5  |      |
| 이상철   | 민주당     | 1    | 0.5  |      |
| 무효     | 무효       | 1    | 0.5  |      |
| 총투표수 | 총투표수   | 216  | 100  |      |

### 무소속 몫 민의원부의장 선거
전라남도 고흥군 을 지역구의 서민호 무소속 의원이 당선되었다.
| 후보     | 소속       | 득표 | %    | 비고 |
| -------- | ---------- | ---- | ---- | ---- |
| 서민호   | 무소속     | 114  | 52.8 | 당선 |
| 이재형   | 무소속     | 99   | 45.8 |      |
| 장택상   | 무소속     | 1    | 0.5  |      |
| 윤길중   | 사회대중당 | 1    | 0.5  |      |
| 김상돈   | 민주당     | 1    | 0.5  |      |
| 총투표수 | 총투표수   | 216  | 100  |      |